# Puffinus
Puffinus és un gènere d'ocells marins de la família dels procel·làrids (Procellariidae). Aquestes baldrigues habiten a tots els oceans càlids i temperats.

## Llista d'espècies
Aquest gènere està format per 18 espècies:
- baldriga de Christmas (Puffinus nativitatis).
- baldriga pufí (Puffinus puffinus).
- baldriga mediterrània (Puffinus yelkouan).
- baldriga balear (Puffinus mauretanicus).
- baldriga de Bryan (Puffinus bryani).
- baldriga culnegra (Puffinus opisthomelas).
- baldriga de Townsend (Puffinus auricularis).
- baldriga de Newell (Puffinus newelli).
- baldriga inquieta (Puffinus gavia).
- baldriga de Hutton (Puffinus huttoni).
- baldriga d'Audubon (Puffinus lherminieri).
- baldriga persa (Puffinus persicus).
- baldriga tropical (Puffinus bailloni).
- baldriga de les Galápagos (Puffinus subalaris).
- baldriga de Bannerman (Puffinus bannermani).
- baldriga de Heinroth (Puffinus heinrothi).
- baldriga petita (Puffinus assimilis).
- baldriga subantàrtica (Puffinus elegans).